# Adolf Svoboda
Adolf Svoboda (ur. 16 czerwca 1900 w Chvalach, zm. 9 lutego 1969 w Pradze) – czechosłowacki polityk komunistyczny, burmistrz Pragi w latach 1954–1964.

## Życiorys
Pochodził z rodziny robotniczej ze wsi Chvaly (obecnie część Pragi). Już w młodości zaangażował się w działalność związkową i politykę, był aktywnym działaczem związku zawodowego metalowców, w 1921 był jednym z członków założycieli Komunistycznej Partii Czechosłowacji. Od 1929 pracował w spółdzielni Včela jako konserwator.
W pierwszych dniach okupacji Czechosłowacji został aresztowany przez gestapo i do 1945 przebywał w obozach koncentracyjnych. Po powrocie do Pragi brał udział w akcjach odbudowy stolicy. W 1945 został przewodniczącym obwodowego komitetu partii komunistycznej, a od sierpnia tego samego roku zasiadał w praskiej radzie narodowej. Był także członkiem Komitetu Centralnego Związku Przyjaźni Czechosłowacko-Radzieckiej. Od 1954 był sekretarzem komitetu miejskiego KSČ w Pradze, a następnie również członkiem Komitetu Centralnego Komunistycznej Partii Czechosłowacji. W latach 1954−1964 był także posłem do Zgromadzenia Narodowego.
Po przejściu na emeryturę burmistrza Pragi Václava  Vacka, ten zarekomendował Svobodę na swojego następcę. 21 maja 1954 praska rada narodowa jednogłośnie wybrała go na nowego burmistrza. W 1964 zrezygnował z funkcji burmistrza i powrócił do pracy jako robotnik, do końca życia zasiadał jednak w radzie narodowej Pragi.